# Profilomètre

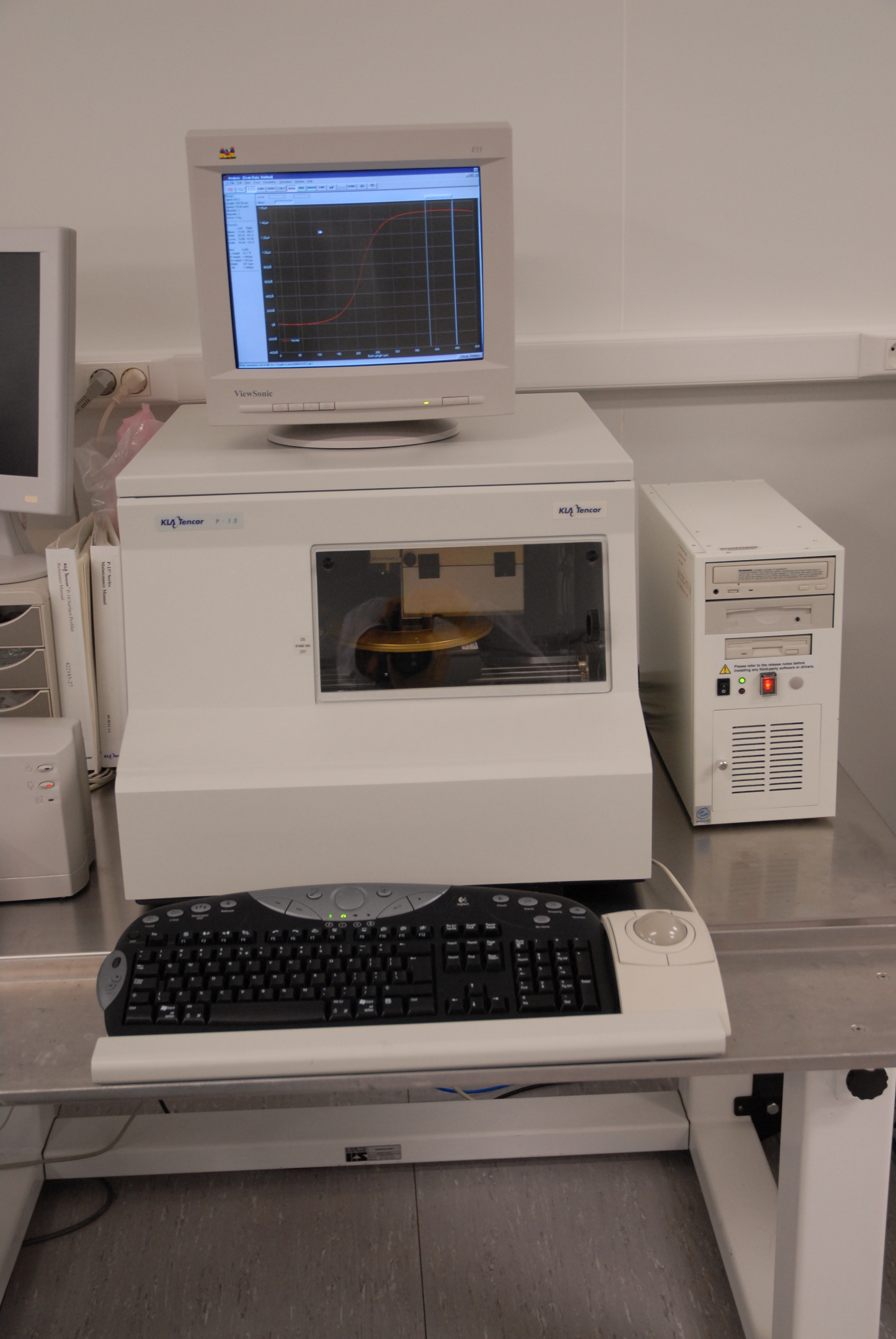
Un profilomètre à contact (KLA-Tencor P16) utilisé à la centrale de technologie du LAAS-CNRS, Toulouse, France.

Un profilomètre est un instrument utilisé pour mesurer le relief d'une surface, notamment dans le but d'en évaluer la rugosité ou la micro-géométrie.
Les profilomètres sont à leur origine dotés d'une pointe très fine en diamant qui lit l'altitude lorsqu'on la déplace le long de la surface. Ce principe est toujours très utilisé, mais il est aujourd'hui complété par nombre de dispositifs optiques.

## Profilomètres à contact
Les profilomètres à contact sont basés sur le contact physique entre une pointe en diamant et la surface à mesurer. Un capteur solidaire de la pointe en mesure la position verticale Z lorsqu'on la déplace horizontalement (axe X) sur la surface, ce qui permet ainsi d'établir le profil Z=f(X) de la surface.
Les profilomètres à contact utilisés pour les matériaux fragiles, notamment dans l'industrie des semi-conducteurs, disposent d'un contrôle de la force d'appui de la pointe.
Les petits profilomètres dont la fonction est la mesure de l'état de surface en atelier sont en général désignés par le terme de rugosimètres.
Le capteur de position le plus utilisé pour relever la position de la pointe est le principe inductif (LVDT). Mais on trouve également des principes à base d'interférométrie, d'ombroscopie, à effet Hall, ou piézo-électrique.
Avantages des profilomètres à contact :
- compatibilité : la plupart des normes sur les états de surface ayant été écrites depuis des décennies pour les profilomètres à contact, la mesure réalisée sur ces instruments pose peu de problème de compatibilité ;
- indépendance aux propriétés optiques : le principe est insensible aux propriétés optiques de la surface ;
- tolérance à la pollution : le diamant traverse aisément un film d'huile pour mesurer une pièce mécanique ;
- prix : technologie mûre et marché très concurrentiel en font un produit bon marché.

Inconvénients des profilomètres à contact :
- lenteur : ces dispositifs nécessitant le passage d'une pointe sur la surface, la vitesse de balayage est en général de l'ordre du millimètre par seconde ;
- rayure : la pointe en diamant raye la surface. On n'utilise donc le principe que pour les surfaces dures (métallurgie), ou en protégeant la surface par une limitation de la force d'appui (semi-conducteurs) ;
- incompatibilité de dureté : on ne peut pas mesurer les surfaces très abrasives (un abrasif peut endommager la pointe) très molles (la pointe s'enfonce) ou très fragiles (la pointe endommage la surface).

## Profilomètres optiques à balayage
Les profilomètres optiques à balayage sont munis, comme les profilomètres à contact, d'un capteur de distance qui mesure l'altitude Z d'un seul point (X,Y) de la surface à la fois. La résolution est de quelques micromètres dans le plan horizontal et nanométrique dans la lecture de l'altitude. 
Le capteur est déplacé de manière à décrire un segment (mesure de profil Z=f(X) ou profilométrie) ou un rectangle (mesure de surface Z=f(X,Y) ou topographie).
Les méthodes les plus résolvantes sont basées sur la recherche de la focalisation :
- capteur confocal chromatique : c'est un capteur passif, qui focalise les différentes longueurs d'onde de la lumière à différentes profondeurs. La lumière reçue en retour est analysée par un spectromètre, l'altitude étant mesurée par analyse de la couleur ;
- capteur autofocus : un dispositif mécanique essaye en permanence de conserver un spot lumineux focalisé sur la surface. La position ainsi obtenue renseigne sur la profondeur du point mesuré ;
- capteur tuning fork : un diapason fait osciller en permanence le capteur et la position correspondant à la focalisation est détectée comme un maximum du signal lumineux.

Pour des amplitudes plus importantes mais au détriment de la résolution latérale, on utilise également un capteur laser à triangulation.
Avantages des profilomètres optiques à balayage :
- sans contact : ils n'endommagent pas la surface ;
- le principe de mesure intégrant des axes horizontaux de déplacement, ces instruments sont très souples en termes de définition de la zone mesurée qui peut être par exemple très longue et très étroite ;
- sur certains appareils modulaires, il est prévu le remplacement du capteur optique par un capteur à contact, ce qui permet de lever le doute sur des surfaces aux propriétés optiques difficiles.

Inconvénients des profilomètres optiques à balayage :
- l'utilisation d'un dispositif mécanique de balayage introduit un bruit mécanique qui se superpose au relief réel de la surface, contrairement aux profilomètres matriciels.

## Profilomètres optiques matriciels
Ces profilomètres sont basés sur la lecture en une seule fois d'une image, le plus souvent à l'aide d'une caméra CCD. Une seule image ne contient pas l'information altitude, le plus souvent, on acquiert plusieurs images en effectuant un déplacement vertical entre ces acquisitions d'images. Différents principes physiques sont utilisés :
- microscopie confocale ;
- interférométrie en lumière blanche ;
- projection de lumière structurée.

Avantages des profilomètres optiques matriciels :
- sans contact : ils n'endommagent pas la surface ;
- vitesse : ce sont les instruments les plus rapides ;
- le principe de mesure intégrant souvent un déplacement vertical, il n'y a pas de limite physique dans l'amplitude du relief mesuré, autre que la course mécanique prévue par le fabricant ;
- comme il n'y a pas de mouvement latéral pendant la mesure, aucun défaut mécanique ne pollue la mesure, contrairement aux dispositifs à balayage.

Inconvénients des profilomètres optiques matriciels :
- l'aire explorée est limitée au champ défini par le dispositif optique (à moins de munir le profilomètre d'un déplacement horizontal motorisé et de mesurer la surface sous la forme de plusieurs rectangles recollés ensuite par le logiciel (en anglais : stitching)).